# Gladis Aurora López Calderón
Gladis Aurora López Calderón (Marcala, La Paz, 25 de enero de 1960) es una político hondureña. Actualmente es la sexta vicepresidenta del Congreso Nacional de Honduras. Se desempeñó como Presidenta del Comité Central Ejecutivo del Partido Nacional entre 2014 y 2017.

## Biografía
Su niñez fue al lado de sus padres y sus cinco hermanos, dos mujeres y tres varones, todos crecieron en el municipio del sur.
Gladis Aurora cursó la secundaria en el colegio Evangélico Anna D. Betchold de San Pedro Sula, alcanzando su título de Secretaria Bilingüe, continuó con sus estudios de Licenciada en Turismo  en la Universidad LaSalle de Canadá, en el año de 1980.

## Vida personal
A su regreso a Honduras trabajo un tiempo en la compañía TAN-SAHSA desempeñándose como una excelente empleada y también prestó sus servicios a la empresa hidroeléctrica “El Cajón” donde se ganó el respeto de sus compañeros de trabajo, luego retorno a su pueblo y con su esposo Arnold Castro, trabajaron para formar una familia y procrearon tres hijas; Ana Lucía, Gracia María y Megan. Una de ellas se la arrebató la delincuencia en el año 2008, cuando Gracia María Castro López, fue secuestrada y encontrada muerta en una maleza de la aldea Milpa Grande, al sur de la capital.

## Carrera política
Su carrera política comienza siendo coordinadora Departamental de Campaña, luego fue convencional, en el año 2007 fue presidenta de la convención en la que se aprobaron las grandes reformas del Partido Nacional, entre ellas el 50% de participación de la mujer en cargos del Partido Nacional, en el 2009 resultó elegida diputada por el departamento de La Paz, llegando a ser secretaria de la Junta Directiva del Congreso Nacional y también Presidenta del Comité Central del Partido Nacional, también desempeño los cargos de Secretaria Alterna y actualmente es la Vicepresidenta del Congreso Nacional.

## Casos de Corrupción
Fue acusada por la Maccih por casos de corrupción y desviar fondos del erario público. Denominado “Caso Pandora” junto con su hija y su actual esposo. Desvían fondos a cuentas personales y utilizan empresas personales para lavar activos.  